# Lockett Pundt
Lockett James Pundt IV plus connu sous le nom de Lockett Pundt est un musicien américain originaire de la région d'Atlanta. Il est connu pour sa participation en tant que guitariste et second chanteur dans le groupe Deerhunter. Il enregistre des disques sous le nom de Lotus Plaza.

## Biographie
Lockett Pundt rencontre Bradford Cox lors de ses études. Il rejoint Deerhunter en 2005. Il commence à enregistrer des morceaux en solitaire en 2007. Il chante sur certains morceaux de Deerhunter depuis l'album Microcastles publié en 2008. Il publie en 2009 un premier album intitulé The Floodlight Collective sous le nom de Lotus Plaza, sur le Label Kranky. En 2012, il publie un second album baptisé Spooky Action At A Distance,,. La même année, il publie aussi  un morceau enregistré avec sa petite amie sous le nom de The Nice Week-end. En 2014 il publie via le label Geographic North Overnight Motorcycle Music, une cassette de deux titres instrumentaux.

## Discographie
Albums
EP
Singles partagés